# كأس فيد 1997
كأس فيد 1997  هو الموسم 35 من  كأس فيد. أقيم خلال الفترة 19 يناير 1997 وحتى 4 أكتوبر 1997، وفاز فيه منتخب فرنسا لكأس فيد.